# Premio Stella
Il Premio Stella  (Stella Prize) è un riconoscimento letterario assegnato annualmente a scrittrici e scrittori non binari australiani per un'opera di narrativa, saggistica o poesia.
È stato creato nel 2012 sul modello del Women's Prize for Fiction da un gruppo di donne che lavoravano nel mondo dell'editoria per contrastare la scarsa presenza delle scrittrici nei premi letterari e nelle riviste di settore.
Chiamato così in omaggio alla scrittrice Miles Franklin, il cui nome completo era Stella Maria Sarah Miles Franklin, riconosce alla vincitrice un premio di 50000 $, diventati nel 2022 60000 grazie ad una donazione di 3 milioni di $ effettuata dal Fondo Stella Forever.

## Albo d'oro
| Anno | Autrice             | Opera                          | Traduzione in italiano    |
| ---- | ------------------- | ------------------------------ | ------------------------- |
| 2013 | Carrie Tiffany      | Mateship with Birds            | Rituali di corteggiamento |
| 2014 | Clare Wright        | The Forgotten Rebels of Eureka |                           |
| 2015 | Emily Bitto         | The Strays                     |                           |
| 2016 | Charlotte Wood      | The Natural Way of Things      |                           |
| 2017 | Heather Rose        | The Museum of Modern Love      |                           |
| 2018 | Alexis Wright       | Tracker                        |                           |
| 2019 | Vicki Laveau-Harvie | The Erratics                   |                           |
| 2020 | Jess Hill           | See What You Made Me Do        |                           |
| 2021 | Evie Wyld           | The Bass Rock                  |                           |
| 2022 | Evelyn Araluen      | Dropbear                       |                           |
| 2023 | Sarah Holland-Batt  | The Jaguar                     |                           |
| 2024 | Alexis Wright       | Praiseworthy                   |                           |
| 2025 | Michelle de Kretser | Theory and Practice            |                           |